# Montoulieu-Saint-Bernard
Montoulieu-Saint-Bernard è un comune francese di 182 abitanti situato nel dipartimento dell'Alta Garonna nella regione dell'Occitania.

## Società

### Evoluzione demografica
Abitanti censiti